# Yoane Wissa
Yoane Wissa (Épinay-sous-Sénart, 3 settembre 1996) è un calciatore congolese (Repubblica Democratica del Congo), attaccante del Brentford e della nazionale congolese.

## Caratteristiche tecniche
Cresce calcisticamente come ala sinistra, ruolo che ricopre con risultati ottimi come da punta centrale. Possiede una buonissima velocità palla al piede, può dribblare con la sua rapidità e vede la porta anche dalla distanza.

## Carriera

### Club

#### Giovanili e crescita in Francia
Il 19 novembre 2016 ha esordito in Ligue 1 disputando con l'Angers l'incontro pareggiato 1-1 contro il Rennes. 
A gennaio viene prestato al Stade Lavallois fino al termine della stagione, in Ligue 2 trova spazio in 15 presenze con 2 goal e 1 assist realizzati. 
Nell'estate del 2017 viene prestato annualmente all'Ajaccio in Ligue 2, si mette in mostra e in 20 presenze realizza 9 goal e 2 assist in campionato.

#### Il passaggio al Lorient
Il 22 gennaio 2018 viene acquistato dal Lorient per 2 milioni di euro. Nel suo primo anno e mezzo con la nuova maglia colleziona 10 goal e 6 assist in Ligue 2. La stagione di svolta arriva nel 2019/2020 con 15 goal e 3 assist in 28 presenze di campionato, trascina cosi con i suoi goal la squadra francese alla Ligue 1. 
Nel corso della stagione 2020/2021 con il salto di categoria, mantiene la doppia cifra segnando 10 goal e 5 assist in 38 presenze. 

#### Brentford
Il 10 agosto 2021 viene acquistato dal Brentford per 8,5 milioni di euro. Il 25 settembre 2021 segna il suo primo goal decisivo in Premier League nel pareggio finale per 3-3 contro il Liverpool. Il 3 ottobre successivo segna il goal decisivo nella trasferta contro il West Ham vinta per 1-2. Conclude la sua stagione di debutto con uno score di 7 goal stagionali, una media che conferma anche nell'annata successiva.
La stagione 2023/2024 conferma una sua crescita nelle prestazioni con 12 goal e 4 assist in 34 presenze di Premier League.

### Nazionale
Nel 2020 ha esordito in nazionale; nel 2023 ha partecipato alla Coppa d'Africa.

## Statistiche

### Presenze e reti nei club
Statistiche aggiornate all'11 aprile 2025.
| Stagione         | Squadra          | Campionato       | Campionato | Campionato | Coppe nazionali | Coppe nazionali | Coppe nazionali | Coppe continentali | Coppe continentali | Coppe continentali | Altre coppe | Altre coppe | Altre coppe | Totale | Totale |
| Stagione         | Squadra          | Comp             | Pres       | Reti       | Comp            | Pres            | Reti            | Comp               | Pres               | Reti               | Comp        | Pres        | Reti        | Pres   | Reti   |
| ---------------- | ---------------- | ---------------- | ---------- | ---------- | --------------- | --------------- | --------------- | ------------------ | ------------------ | ------------------ | ----------- | ----------- | ----------- | ------ | ------ |
| 2015-2016        | Châteauroux      | CN               | 24         | 7          | CF+CdL          | 0+1             | 0+0             | -                  | -                  | -                  | -           | -           | -           | 25     | 7      |
| 2016-gen. 2017   | Angers           | L1               | 2          | 0          | CF+CdL          | 0+0             | 0+0             | -                  | -                  | -                  | -           | -           | -           | 2      | 0      |
| gen.-giu. 2017   | Laval            | L2               | 15         | 2          | CF+CdL          | 0+0             | 0+0             | -                  | -                  | -                  | -           | -           | -           | 15     | 2      |
| 2017-gen. 2018   | Ajaccio          | L2               | 20         | 9          | CF+CdL          | 2+1             | 2+0             | -                  | -                  | -                  | -           | -           | -           | 23     | 11     |
| gen.-giu. 2018   | Lorient          | L2               | 15         | 4          | CF+CdL          | 1+0             | 0+0             | -                  | -                  | -                  | -           | -           | -           | 16     | 4      |
| 2018-2019        | Lorient          | L2               | 36         | 6          | CF+CdL          | 0+3             | 0+0             | -                  | -                  | -                  | -           | -           | -           | 39     | 6      |
| 2019-2020        | Lorient          | L2               | 28         | 15         | CF+CdL          | 4+0             | 1+0             | -                  | -                  | -                  | -           | -           | -           | 32     | 16     |
| 2020-2021        | Lorient          | L1               | 38         | 10         | CF              | 2               | 1               | -                  | -                  | -                  | -           | -           | -           | 40     | 11     |
| Totale Lorient   | Totale Lorient   | Totale Lorient   | 117        | 35         |                 | 10              | 2               |                    | -                  | -                  |             | -           | -           | 127    | 37     |
| 2021-2022        | Brentford        | PL               | 30         | 7          | FACup+CdL       | 1+3             | 0+3             | -                  | -                  | -                  | -           | -           | -           | 34     | 10     |
| 2022-2023        | Brentford        | PL               | 38         | 7          | FACup+CdL       | 1+1             | 0+0             | -                  | -                  | -                  | -           | -           | -           | 40     | 7      |
| 2023-2024        | Brentford        | PL               | 34         | 12         | FACup+CdL       | 0+2             | 0               | -                  | -                  | -                  | -           | -           | -           | 36     | 12     |
| 2024-2025        | Brentford        | PL               | 33         | 19         | FACup+CdL       | 1+3             | 0+1             | -                  | -                  | -                  | -           | -           | -           | 37     | 20     |
| Totale Brentford | Totale Brentford | Totale Brentford | 135        | 45         |                 | 12              | 4               |                    | -                  | -                  |             | -           | -           | 147    | 49     |
| Totale carriera  | Totale carriera  | Totale carriera  | 313        | 98         |                 | 26              | 7               |                    | -                  | -                  |             | -           | -           | 339    | 105    |

### Cronologia presenze e reti in nazionale
| Cronologia completa delle presenze e delle reti in nazionale ― RD del Congo | Cronologia completa delle presenze e delle reti in nazionale ― RD del Congo | Cronologia completa delle presenze e delle reti in nazionale ― RD del Congo | Cronologia completa delle presenze e delle reti in nazionale ― RD del Congo | Cronologia completa delle presenze e delle reti in nazionale ― RD del Congo | Cronologia completa delle presenze e delle reti in nazionale ― RD del Congo | Cronologia completa delle presenze e delle reti in nazionale ― RD del Congo | Cronologia completa delle presenze e delle reti in nazionale ― RD del Congo |
| Data                                                                        | Città                                                                       | In casa                                                                     | Risultato                                                                   | Ospiti                                                                      | Competizione                                                                | Reti                                                                        | Note                                                                        |
| --------------------------------------------------------------------------- | --------------------------------------------------------------------------- | --------------------------------------------------------------------------- | --------------------------------------------------------------------------- | --------------------------------------------------------------------------- | --------------------------------------------------------------------------- | --------------------------------------------------------------------------- | --------------------------------------------------------------------------- |
| 9-10-2020                                                                   | Ouagadougou                                                                 | Burkina Faso                                                                | 3 – 0                                                                       | RD del Congo                                                                | Amichevole                                                                  | -                                                                           | 20’ 51’                                                                     |
| 13-10-2020                                                                  | Marrakech                                                                   | Marocco                                                                     | 1 – 1                                                                       | RD del Congo                                                                | Amichevole                                                                  | 1                                                                           |                                                                             |
| 25-3-2022                                                                   | Kinshasa                                                                    | RD del Congo                                                                | 1 – 1                                                                       | Marocco                                                                     | Qual. Mondiali 2022                                                         | 1                                                                           | 75’                                                                         |
| 29-3-2022                                                                   | Casablanca                                                                  | Marocco                                                                     | 4 – 1                                                                       | RD del Congo                                                                | Qual. Mondiali 2022                                                         | -                                                                           | 77’                                                                         |
| 4-6-2022                                                                    | Kinshasa                                                                    | RD del Congo                                                                | 0 – 1                                                                       | Gabon                                                                       | Qual. Coppa d'Africa 2023                                                   | -                                                                           | 70’                                                                         |
| 8-6-2022                                                                    | Omdurman                                                                    | Sudan                                                                       | 2 – 1                                                                       | RD del Congo                                                                | Qual. Coppa d'Africa 2023                                                   | -                                                                           | 60’                                                                         |
| 23-9-2022                                                                   | Casablanca                                                                  | Burkina Faso                                                                | 1 – 0                                                                       | RD del Congo                                                                | Amichevole                                                                  | -                                                                           |                                                                             |
| 27-9-2022                                                                   | Casablanca                                                                  | RD del Congo                                                                | 3 – 0                                                                       | Sierra Leone                                                                | Amichevole                                                                  | -                                                                           | 63’                                                                         |
| 24-3-2023                                                                   | Lubumbashi                                                                  | RD del Congo                                                                | 3 – 1                                                                       | Mauritania                                                                  | Qual. Coppa d'Africa 2023                                                   | -                                                                           | 62’                                                                         |
| 28-3-2023                                                                   | Nouakchott                                                                  | Mauritania                                                                  | 1 – 1                                                                       | RD del Congo                                                                | Qual. Coppa d'Africa 2023                                                   | -                                                                           | 72’                                                                         |
| 14-6-2023                                                                   | Douala                                                                      | RD del Congo                                                                | 1 – 0                                                                       | Uganda                                                                      | Amichevole                                                                  | -                                                                           | 57’                                                                         |
| 18-6-2023                                                                   | Libreville                                                                  | Gabon                                                                       | 0 – 2                                                                       | RD del Congo                                                                | Qual. Coppa d'Africa 2023                                                   | -                                                                           | 74’                                                                         |
| 9-9-2023                                                                    | Kinshasa                                                                    | RD del Congo                                                                | 2 – 0                                                                       | Sudan                                                                       | Qual. Coppa d'Africa 2023                                                   | -                                                                           | 82’                                                                         |
| 12-9-2023                                                                   | Soweto                                                                      | Sudafrica                                                                   | 1 – 0                                                                       | RD del Congo                                                                | Amichevole                                                                  | -                                                                           | 58’                                                                         |
| 15-11-2023                                                                  | Kinshasa                                                                    | RD del Congo                                                                | 2 – 0                                                                       | Mauritania                                                                  | Qual. Mondiali 2026                                                         | 1                                                                           | 76’                                                                         |
| 19-11-2023                                                                  | Bengasi                                                                     | Sudan                                                                       | 1 – 0                                                                       | RD del Congo                                                                | Qual. Mondiali 2026                                                         | -                                                                           | 69’                                                                         |
| 6-1-2024                                                                    | Dubai                                                                       | RD del Congo                                                                | 0 – 0                                                                       | Angola                                                                      | Amichevole                                                                  | -                                                                           | 60’                                                                         |
| 10-1-2024                                                                   | Abu Dhabi                                                                   | RD del Congo                                                                | 1 – 2                                                                       | Burkina Faso                                                                | Amichevole                                                                  | -                                                                           | 77’                                                                         |
| 17-1-2024                                                                   | San-Pédro                                                                   | RD del Congo                                                                | 1 – 1                                                                       | Zambia                                                                      | Coppa d'Africa 2023 - 1º turno                                              | 1                                                                           | 90+3’                                                                       |
| 21-1-2024                                                                   | San-Pédro                                                                   | Marocco                                                                     | 1 – 1                                                                       | RD del Congo                                                                | Coppa d'Africa 2023 - 1º turno                                              | -                                                                           |                                                                             |
| 24-1-2024                                                                   | Korhogo                                                                     | Tanzania                                                                    | 0 – 0                                                                       | RD del Congo                                                                | Coppa d'Africa 2023 - 1º turno                                              | -                                                                           |                                                                             |
| 28-1-2024                                                                   | San-Pedro                                                                   | Egitto                                                                      | 1 – 1 dts (7 - 8 dtr)                                                       | RD del Congo                                                                | Coppa d'Africa 2023 - Ottavi di finale                                      | -                                                                           | 88’                                                                         |
| 2-2-2024                                                                    | Abidjan                                                                     | RD del Congo                                                                | 3 – 1                                                                       | Guinea                                                                      | Coppa d'Africa 2023 - Quarti di finale                                      | 1                                                                           | 84’                                                                         |
| 7-2-2024                                                                    | Abidjan                                                                     | Costa d'Avorio                                                              | 1 – 0                                                                       | RD del Congo                                                                | Coppa d'Africa 2023 - Semifinale                                            | -                                                                           | 69’                                                                         |
| 10-2-2024                                                                   | Abidjan                                                                     | Sudafrica                                                                   | 0 – 0 (6 – 5 dtr)                                                           | RD del Congo                                                                | Coppa d'Africa 2023 - Finale 3º posto                                       | -                                                                           | 68’                                                                         |
| 6-6-2024                                                                    | Diamniadio                                                                  | Senegal                                                                     | 1 – 1                                                                       | RD del Congo                                                                | Qual. Mondiali 2026                                                         | -                                                                           | 46’                                                                         |
| 9-6-2024                                                                    | Kinshasa                                                                    | RD del Congo                                                                | 1 – 0                                                                       | Togo                                                                        | Qual. Mondiali 2026                                                         | -                                                                           | 63’                                                                         |
| 6-9-2024                                                                    | Kinshasa                                                                    | RD del Congo                                                                | 1 – 0                                                                       | Guinea                                                                      | Qual. Coppa d'Africa 2025                                                   | -                                                                           | 90+1’                                                                       |
| 9-9-2024                                                                    | Dar-es-Salaam                                                               | Etiopia                                                                     | 0 – 2                                                                       | RD del Congo                                                                | Qual. Coppa d'Africa 2025                                                   | -                                                                           | 69’                                                                         |
| 21-3-2025                                                                   | Kinshasa                                                                    | RD del Congo                                                                | 1 – 0                                                                       | Sudan del Sud                                                               | Qual. Mondiali 2026                                                         | -                                                                           |                                                                             |
| 25-3-2025                                                                   | Nouakchott                                                                  | Mauritania                                                                  | 0 – 2                                                                       | RD del Congo                                                                | Qual. Mondiali 2026                                                         | -                                                                           | 76’                                                                         |
| 5-6-2025                                                                    | Orléans                                                                     | RD del Congo                                                                | 1 – 0                                                                       | Mali                                                                        | Amichevole                                                                  | -                                                                           | 24’                                                                         |
| 8-6-2025                                                                    | Orléans                                                                     | RD del Congo                                                                | 3 – 1                                                                       | Madagascar                                                                  | Amichevole                                                                  | 1                                                                           |                                                                             |
| Totale                                                                      |                                                                             | Presenze                                                                    | 33                                                                          |                                                                             | Reti                                                                        | 6                                                                           |                                                                             |

## Palmarès

### Club

#### Competizioni nazionali
- Campionato francese di seconda divisione: 1

Lorient: 2019-2020